# CEIBAインターコンチネンタル71便空中衝突事故
CEIBAインターコンチネンタル71便空中衝突事故はレオポール・セダール・サンゴール国際空港からマラボ国際空港を経由してコトヌーのカジェフォウン空港へ向かっていたCEIBAインターコンチネンタルC2-71便（以下、71便）がセネガルエアの救急便とセネガル東部で空中衝突した事故である。71便はマラボに着陸し乗員乗客全員が助かったが、救急便は墜落し乗客乗員全員が死亡した。

## 事故の経緯
2015年9月5日 18時13分頃、71便と救急便はセネガル東部で高度35,000フィート (11,000 m)を巡航中に空中衝突した。この際少なくとも71便では空中衝突防止装置(TCAS)による警報は事前に作動せず、両機が行き交った後で初めてTCASが警報を発した。71便の乗員と乗客は小さな鋭い揺れや異様な音に気付いたという。71便は中間経由地のコトヌーに接近していたが、右翼ウィングレットが損傷していることが判り、機長はコトヌー寄港を中止して赤道ギニアのマラボ国際空港に直行した。一方、セネガルエア救急便は衝突によって減圧が発生し乗員乗客全員が突発性機能喪失に陥り人事不省になったとみられ、通信に一切応答しなくなったことから管制官が異常を察知した。救急便はそのまま自動操縦で飛行を続け、目的地ダカールを巡航高度のまま通過したのち行方不明となった。同機は燃料切れになりダカール沖約110km付近の大西洋上に墜落したと推測されている。
71便が無事に着陸した後、ウィングレットの損傷が空中衝突時の特徴と整合することから、事故があったことが確認された。

## 事故機
71便は、2014年2月に運用を開始していたボーイング737-8FB（機体記号3C-LLY）を使用して運航されていた。セネガルエア救急便は、1979年以来稼動していたホーカー・シドレー HS125-700A（機体記号6V-AIM）を使用していた。HS125の残骸は発見されずに終わった。

## 事故調査
2017年8月21日、セネガルの航空事故調査局（BEA Sénégal）が最終報告書を発表した。事故の直接原因は、救急便が割り当てられた高度34,000フィート (10,000 m)と異なる高度35,000フィート (11,000 m)を飛行したことによるとされた。HS125（機体記号6V-AIM）のブラックボックスは同機ごと未発見に終わり、根本的な原因は不明である。報告書では事故以前の数ヶ月以内に高度計とトランスポンダの間で高度が食い違う等の不具合が何度も起きていたことから、高度計に何らかの不具合が生じており、それが当事故の原因となった可能性があるとしている。また、その他に事故に影響した恐れのある要因として、セネガルエアにおける規則違反も挙げられている。事故機の担当整備責任者が事故の前月に退職したまま空席となっており、同機は本来手続き上飛行が認められない状態にあった。前述の高度計の不具合についても、問題は同社に対して指摘されていたにも拘らず対処は未実施であり、そのような状態での飛行は認められない筈であった。